# Mort de peur
 (avril 2025).
Motif : ou sont les références secondaires centrées qui démontrent l'admissibilité ?
- Archive Wikiwix
- Bing
- Cairn
- DuckDuckGo
- E. Universalis
- Gallica
- Google
- G. Books
- G. News
- G. Scholar
- Persée
- Qwant
- (zh) Baidu
- (ru) Yandex
- (wd) trouver des œuvres sur Wikidata

| 1. | Préciser le motif de la pose du bandeau. | Précisez le motif de la pose du bandeau en utilisant la syntaxe suivante : {{admissibilité à vérifier\|date=mai 2025\|motif=remplacez ce texte par le motif}}                     |
| 2. | Informer les utilisateurs concernés.     | Pensez à avertir le créateur de l'article, par exemple, en insérant le code ci-dessous sur sa page de discussion : {{subst:avertissement admissibilité à vérifier\|Mort de peur}} |

Ne doit pas être confondu avec Morts de peur.
Mort de peur est un roman écrit par R. L. Stine. C'est, dans l'édition française, le 66e livre de la collection Chair de poule parue aux éditions Bayard poche. Il est traduit de l'américain par Smahann Ben Nouna qui a déjà traduit quelques autres Chair de poule tels que Ne réveillez pas la Momie !. Le livre français comporte 116 pages.

## Livre américain
Le titre d'origine de Mort de peur est Be afraid, be very afraid - littéralement : Soyez effrayé, soyez très effrayé !. Il fait partie de la série Goosebumps : series 2000 écrite par RL Stine (cette série complète celle des simples Goosebumps, mais aucune distinction n'a été faite pour la collection française). Ce livre de 29 chapitres est le 20e livre de la série Goosebumps series 2000.

## Résumé de l'histoire
Le protagoniste du livre est Colin, un ado qui a la bougeotte : il faut qu'il bouge sans cesse - et il dit lui-même qu'il a de l'énergie à revendre. Un jour, son voisin, Mr Croseri, organise une petite brocante : il expose devant chez lui de vieux objets dont il ne veut plus. Alors que Colin regarde ses objets avec ses amis, Mr Croseri les aperçoit et les humilie devant tout le monde. Pour se venger, Colin lui vole, sans que Mr Croseri le voie, un objet au hasard avant de partir en courant. Cet objet s'avère être un paquet de cartes - le titre de ce jeu : « mort de peur » ! Colin le montre à ses amis - et l'un d'eux affirme qu'il y a déjà joué et qu'il va leur expliquer les règles au fur et à mesure du jeu... En fait, chaque carte représente un personnage, et selon la carte que l'on pioche, on a tel ou tel pouvoir. Mais alors que Colin et ses amis jouent à ce jeu de cartes (très médiéval), les actions qu'ils font dans le jeu deviennent vraies et se déroulent autour d'eux, créant des catastrophes. Colin commence à regretter d'avoir volé ce jeu ensorcelé à Mr Croseri... Mais quand il va avec ses amis pour le lui rendre, les choses deviennent pires encore...

## Commentaires
- Le titre d'origine (Be Afraid, Be Very Afraid!) n'est autre que le slogan du film La Mouche, avec Jeff Goldblum.
- Ce livre n'a jamais été adapté en épisode dans la série télévisée canadienne Chair de poule.